# 尚州駅
尚州駅（サンジュえき）は、大韓民国慶尚北道尚州市にある韓国鉄道公社の駅である。

## 利用可能な路線
- 韓国鉄道公社
  - 慶北線

## 駅構造
- 島式ホーム1面2線の地上駅。

## 歴史
- 1924年10月1日 - 朝鮮鉄道により開業[1]。

## 隣の駅
韓国鉄道公社
慶北線
青里駅 - 尚州駅 - (白元駅) - 咸昌駅